# 더우류 야구장

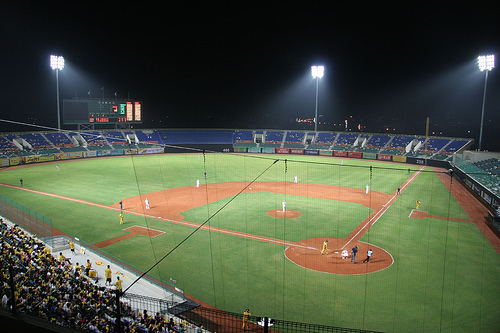
더우류 야구장

더우류 야구장(斗六棒球場)은 타이완의 윈린 현에 세워진 국제대회 유치가 가능한 야구장이고 2010년 대륙간컵이 열린 적이 있었던 야구장으로 2005년에 세워졌고 수용 인원은 15,000석이며 1999년 시즌 후 재정난으로 인해 해산됐다가 2019년 5월 13일 재창단하여 2020년 2군 리그를 시작으로 2021년 시즌부터 본격적으로 1군 리그에 참가할 예정인 웨이취엔 드래곤스가 2021년 시즌에 이 경기장을 홈 구장으로 사용할 예정이다.

## 같이 보기
- 대만의 야구 경기장 목록